# کالین فینلیسون
کالین فینلیسون (انگلیسی: Colin Finlayson; ۲۴ ژانویهٔ ۱۹۰۳ – ۱۱ مارس ۱۹۵۵) قایقران روئینگ اهل کانادا بود.